# Винсент Минели
Винсент Минели (енгл. Vincente Minnelli; Чикаго, 28. фебруар 1903 — Беверли Хилс, 25. јул 1986) био је филмски и позоришни режисер, кога критичари често наводе као оца модерног мјузикла.

## Биографија
Рођен је и крштен као Лестер Ентони Минели у Чикагу, Илиноис, Сједињене Државе,, Минели је био најмлађе преживело дете Мине Мари Лалует Ле Бо и Винсента Чарлса Минелија. Његов отац је био музички диригент у Minnelli Brothers Tent Theater. Мајка му је била родом из Чикага, али француско-канадског порекла, док су му дедови били сицилијанског и шкотског порекла.
Са театарском залеђином, Минели је постао познат као аутор који је увек у своје филмове преносио и своје позоришно искуство. Први филм који је режирао, Cabin in the Sky (1943), био је приметно под утицајем његовог позоришног искуства. Недуго затим он је режирао Срешћемо се у Сент Луису (1944), током којег се спријатељио са филмском звездом Џуди Гарланд. Тада је започело удварање које је коначно довело до њиховог венчања следеће године. Лајза Минели, њихова ћерка, постала је славна глумица и певачица, добитница Оскара.